# Landstromanschluss

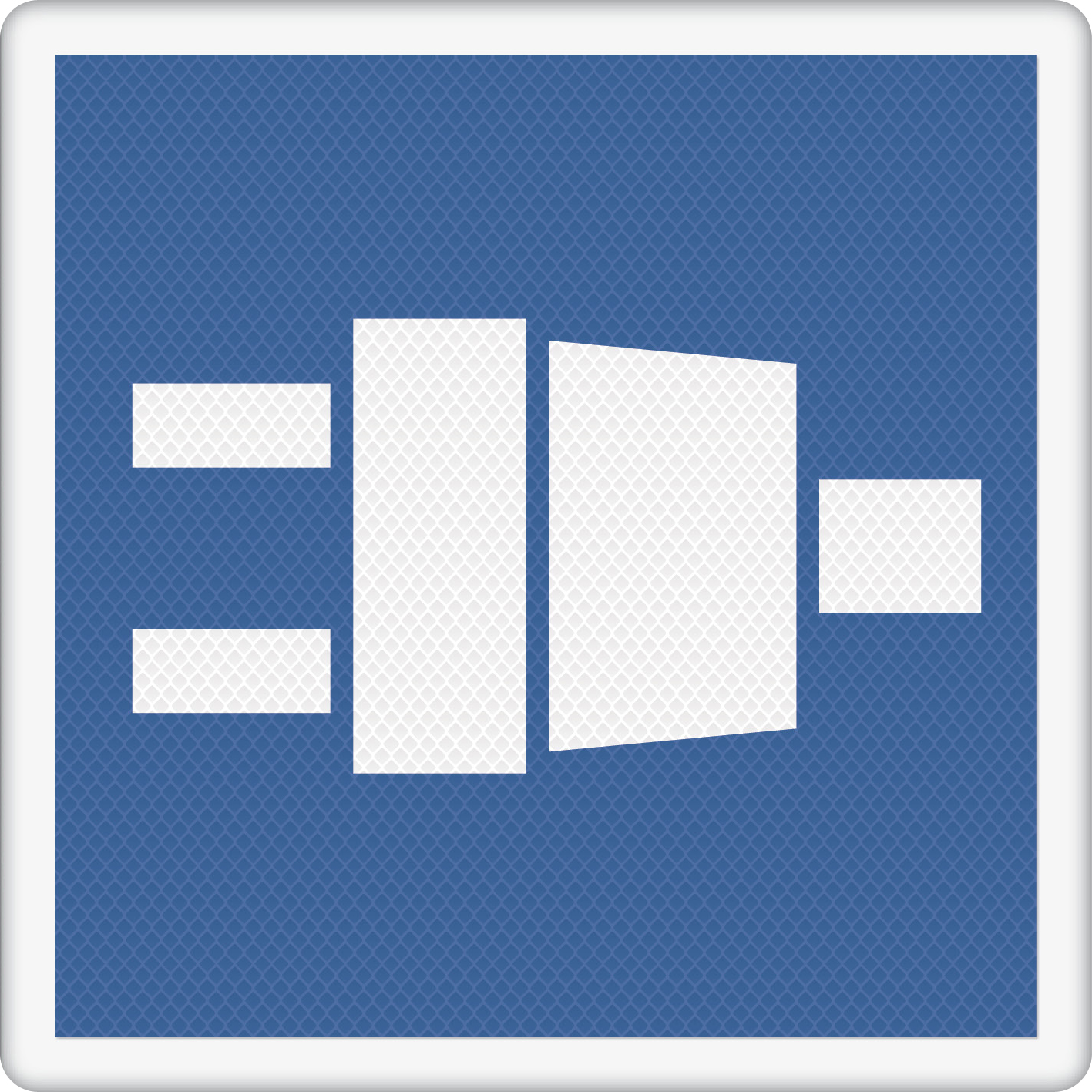
Hinweistafel für einen vorhandenen Landstromanschluss

Als Landstromanschluss wird bei Wasserfahrzeugen die Versorgung des Bordnetzes durch das Landstromnetz während der Hafen- oder Werftliegezeit bezeichnet.
International ist diese Art der Stromversorgung auch als Cold Ironing, Alternative Maritime Power (AMP), Shore Power, High Voltage Shore Connection (HVSC) oder Onshore power supply (OPS) bekannt.

## Hintergrund
Das Bordnetz wird auf Schiffen in der Regel von Dieselgeneratoren oder Wellengeneratoren gespeist. Bei kleineren Wasserfahrzeugen hingegen nur durch eine Lichtmaschine. Wenn diese Stromerzeuger nicht betrieben werden können, z. B. wenn das Schiffskühlsystem in der Werft nicht betrieben werden kann oder der Schiffsmotor im Hafen ausgeschaltet ist, muss das Bordnetz an das landseitige Stromnetz angeschlossen werden. Aus diesem Grund ist der Landstromanschluss bei Wasserfahrzeugen mit betriebsbedingten langen Liegezeiten eine langjährige Regel.
Mit Beginn des 21. Jahrhunderts ist man jedoch bemüht, auch die Schiffe mit einer kurzen Verweildauer im Hafen mit Landstrom zu versorgen. Der Grund für diese Maßnahme ist eine Verringerung der Umweltbelastung durch Abgase, Lärm und Abwärme sowie die Einsparung von Brennstoff für die meist mit Marinedieselöl betriebenen Generatoren.
Mit der seit 1. Januar 2010 gültigen Richtlinie 2005/33/EG des Europäischen Parlaments und des Rates vom 6. Juli 2005 zur Änderung der Richtlinie 1999/32/EG hinsichtlich des Schwefelgehalts von Schiffskraftstoffen und der MARPOL Anlage VI wird das Ziel gesetzt, Schiffskraftstoffe nur noch mit maximal 0,1 % Schwefelgehalt zu verwenden, oder ein im Hafen verfügbares Landstromversorgungssystem zu nutzen.

## Probleme

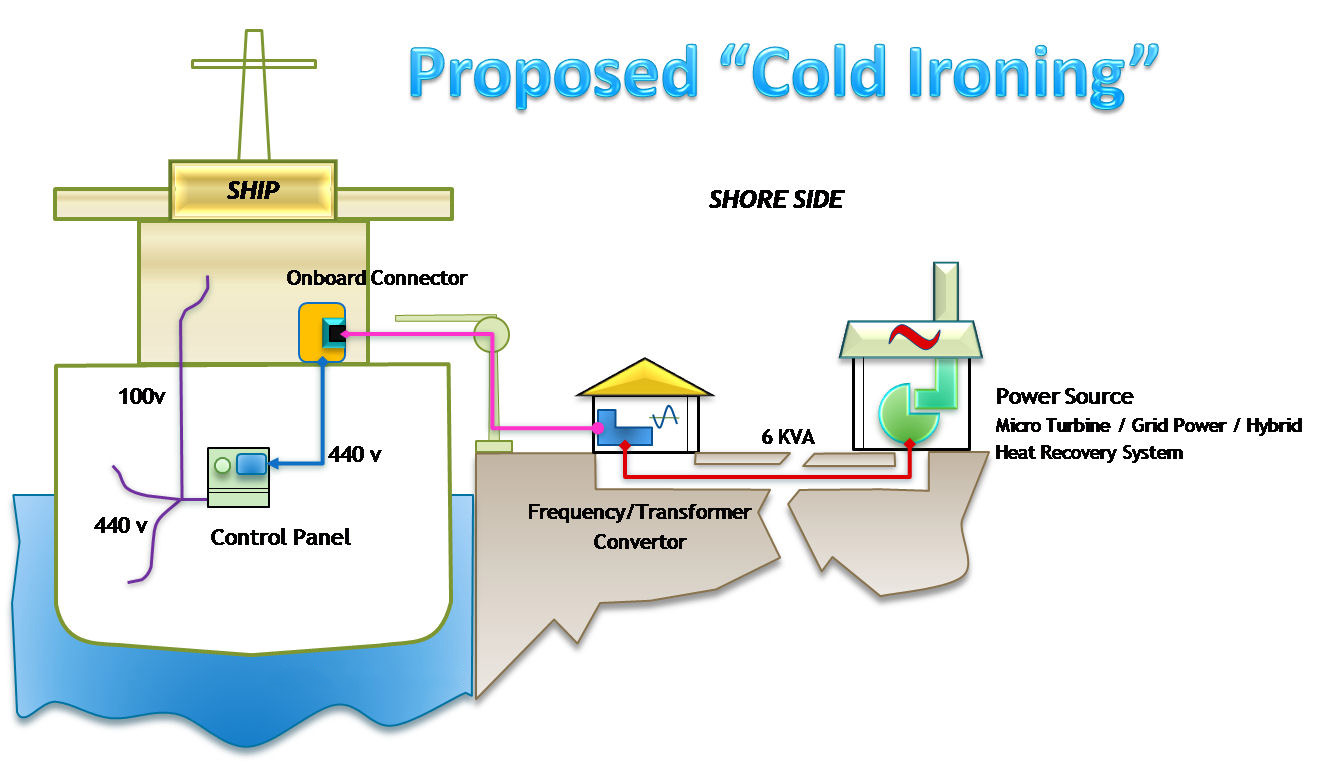
Landanschlussprinzip, das international auch als Cold Ironing bekannt ist.

Da die meisten Bordnetze von Seeschiffen auf einem 60-Hertz-System basieren, sind Anpassungen notwendig. Auch die Anschlussleistung von einigen Schiffstypen, z. B. Kühlcontainerschiffe und Kreuzfahrtschiffe, ist extrem hoch (5.000–12.000 kW) und dafür werden hohe Investitionen benötigt. Die Liegezeit und damit die Anschlusszeit dauert selten länger als 24 Stunden, d. h. der Preis pro Kilowattstunde elektrischer Energie wird entsprechend hoch sein, damit sich die Investitionen rechnen. Zudem sind Sicherheitseinrichtungen notwendig, damit Kurzschlüsse nicht im jeweils anderen Netz unzulässige Störungen verursachen. Daher werden Alternativen untersucht wie z. B. der Betrieb mit dem Brennstoff Gas, der bessere Abgaswerte als viele Landkraftwerke ermöglicht.
Ein weiterer Nachteil ist das Fehlen internationaler Standards für die Ausführung, so gibt es seitens der Elektrotechnikkonzerne unterschiedliche Systeme. Asea Brown Boveri nennt sein Landstromversorgungssystem „High Voltage Shore Connection (HVSC)“, Siemens Sector Energy nennt seines „Siharbor“ und das zum US-amerikanischen Konzern L-3 Communications gehörende Unternehmen SAM Electronics nennt seine Landstromversorgung „SAMCon“. Die 2008 gegründete World Ports Climate Initiative (WPCI) versucht aufgrund dieser Probleme einen einheitlichen Standard für die Landstromversorgung zu schaffen.

## Praxis
Für die Schiffe, die im Vergleich zur Handelsmarine deutlich längere Hafenliegezeiten haben, ist der Landstromanschluss aus wirtschaftlichen Gründen schon seit Jahrzehnten gängige Praxis. Dies gilt insbesondere für Hafenbetriebsfahrzeuge, Behördenschiffe, Fahrgastschiffe sowie Sportboote. Deren Liegeplätze bieten den Landstromanschluss überwiegend nach IEC-60309-Standard an. Für die speziellen Bordnetze der Kriegsschiffe sind die Marinestützpunkte entsprechend ausgerüstet.
Auch die Seehäfen werden jetzt nach und nach mit einer Landstromversorgung ausgerüstet. Der Hafen von Göteborg wurde im Jahr 2000 umgerüstet und war weltweit der erste Handelshafen mit diesem Service.
In den Binnenhäfen wird der Landstromanschluss seit längerer Zeit ebenfalls durch die Bereitstellung von Landanschlüssen nach IEC-60309-Standard realisiert.

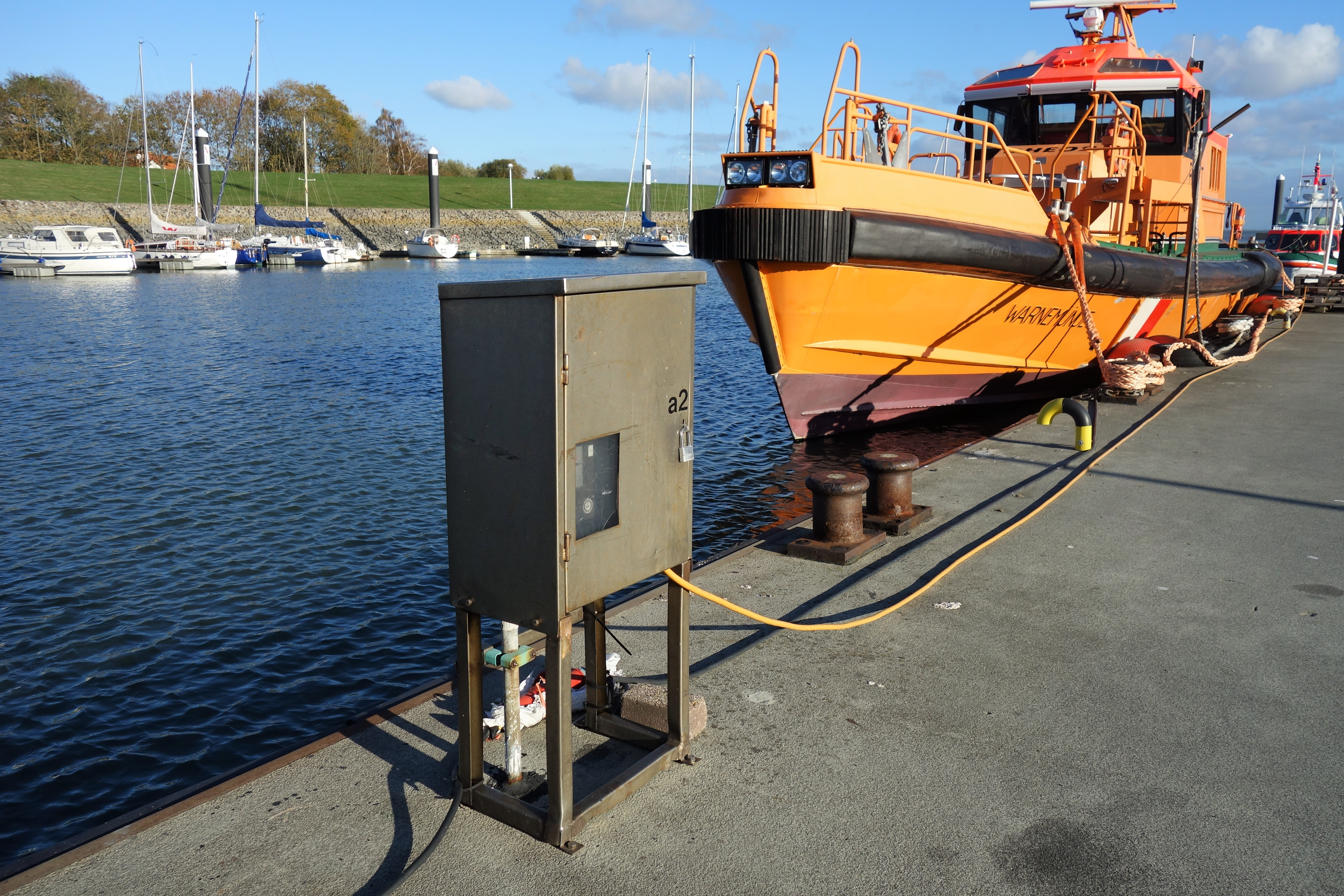
Lotsenboot Warnemünde mit Landstromanschluss an der Wilhelmshavener Nassaubrücke
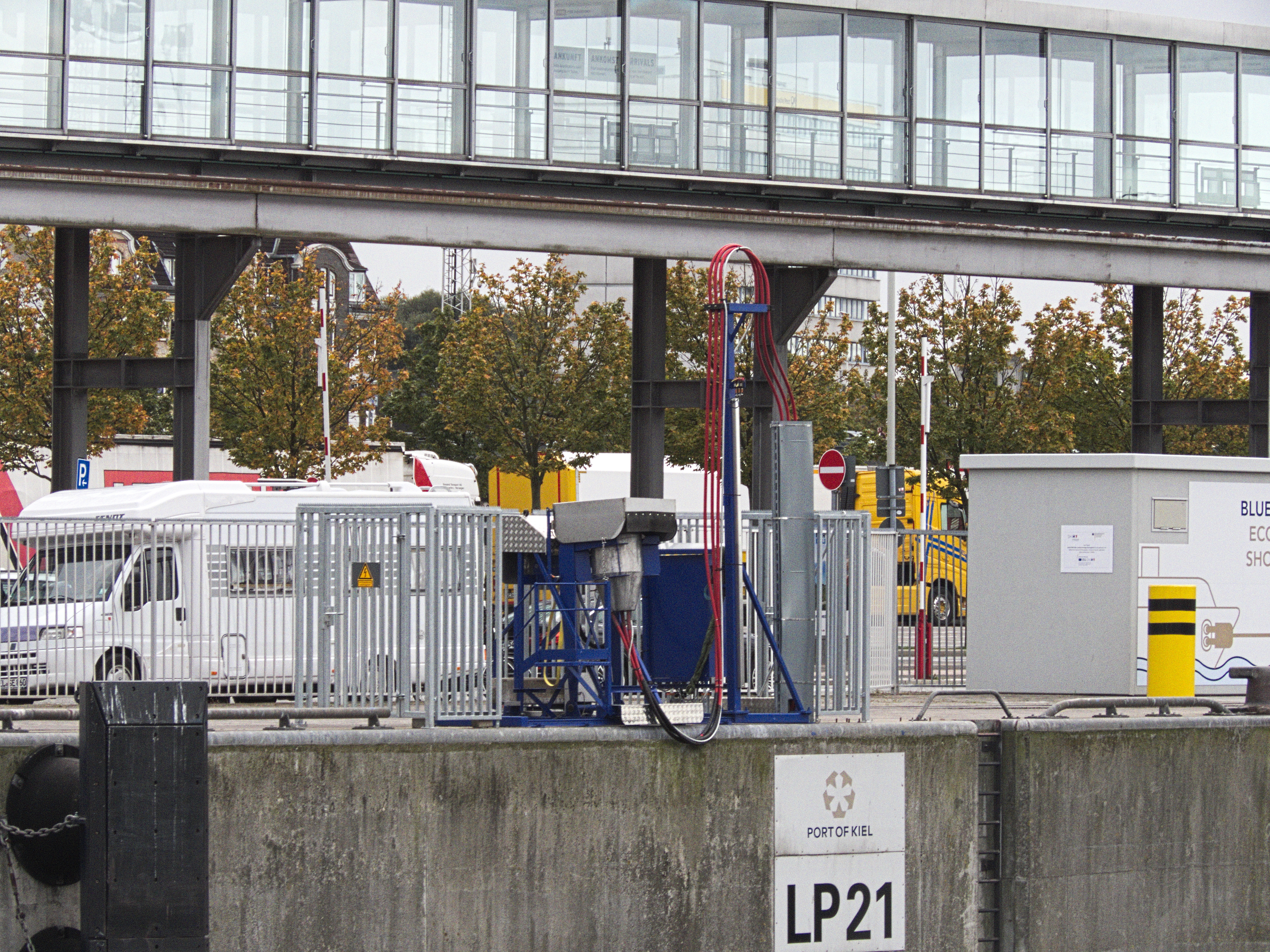
Landstromanschluss am Norwegenkai des Kieler Hafen
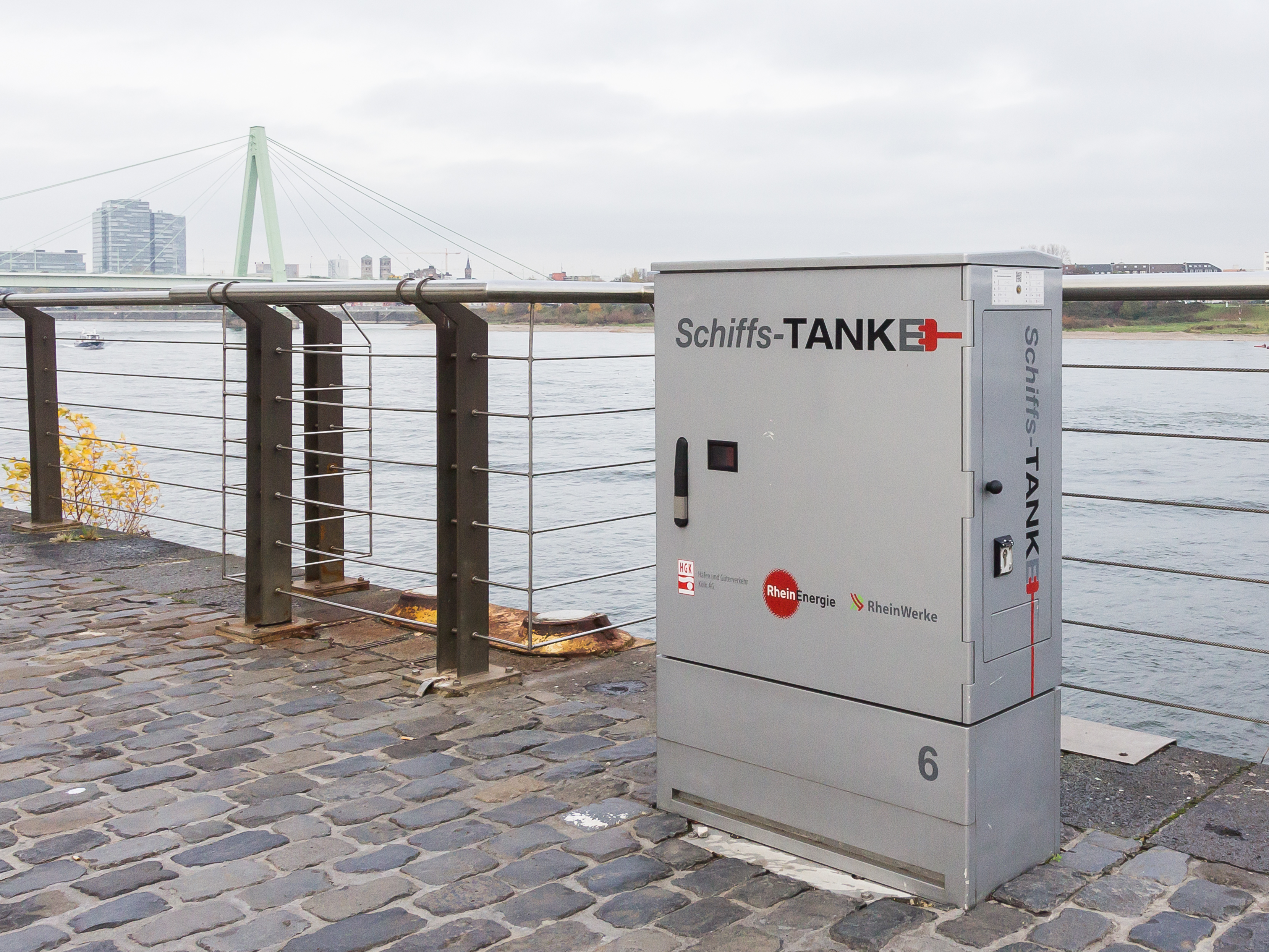
Landstromversorgung Schiffs-TankE Rheinauhafen Köln
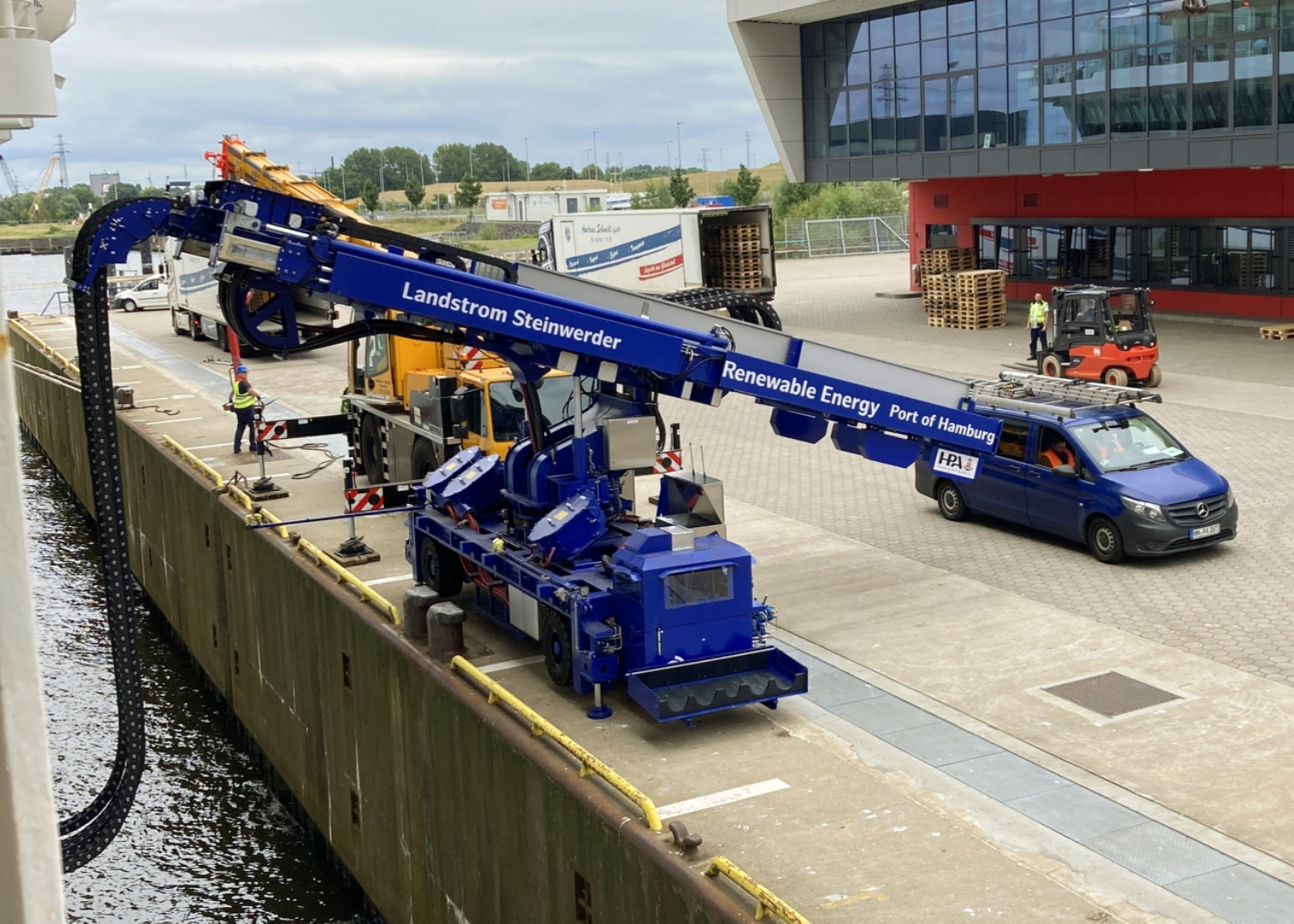
Landstromanschluss am Cruise Center Steinwerder

## Kritik
Kreuzfahrtschiffe verbringen mehr als die Hälfte der Zeit in Häfen. Da macht es einen Unterschied, wie sie währenddessen die Energie für Schwimmbäder, Kinos oder auch Eislaufbahnen erzeugen. Der Hamburger umweltpolitische Sprecher der Linken in der Bürgerschaft, Stephan Jersch beanstandet, dass gar nicht alle Schiffe landstromtauglich sind. Und selbst unter denen, die diese Voraussetzung erfüllen, seien nicht alle zertifiziert und damit für die Landstromversorgung freigegeben. Aus diesem Grund werden die Bemühungen der Hansestadt Hamburg als „...Greenwashing par excellence – zugunsten der Kreuzfahrtindustrie“ bezeichnet.